# 伊藤康志
伊藤 康志（いとう やすし、1949年（昭和24年）9月29日 - ）は、日本の政治家。宮城県大崎市長（5期）。宮城県議会議員（5期）、宮城県議会議長（第33代）などを歴任した。

## 経歴
宮城県遠田郡涌谷町出身。1968年3月、宮城県小牛田農林高等学校卒業。1987年4月、青年団活動宮城県議選・古川選挙区（定数2）に無所属で立候補し、トップ当選。当選後に自民党入り。（以後、5期連続でトップ当選）。1995年、自民党宮城県青年議員連盟会長。
1997年、自民党県民会議（宮城県議会会派）会長1999年、自民党宮城県連幹事長、宮城県議会大崎地方議員会（大崎地方の超党派県議団）会長。2004年、自民党宮城県連会長代理。2005年7月7日、宮城県議会議長（第33代）に選出される。
2006年3月16日 、 大崎市長選に立候補するため、宮城県議会議長を辞任。翌17日に県議も辞職。2006年4月30日 、大崎市長選に無所属（自民党推薦）で立候補。本間俊太郎（元宮城県知事）ら2候補を破り、大崎市長（初代）に初当選。（任期は翌5月1日付から）。
2010年4月18日 、 大崎市長選に無所属（推薦政党なし）で立候補。本間俊太郎、佐藤仁一（元岩出山町長、現宮城県議会議員）の2候補を破り再選。
2010年4月18日 、大崎市長選に無所属（推薦政党なし）で立候補。本間俊太郎、佐藤仁一（元岩出山町長、現宮城県議会議員）の2候補を破り再選。
2014年4月 、 大崎市長選に無所属（自民党・民主党・公明党推薦）で立候補。無投票で3選。
2018年4月 、大崎市長選に無所属（自民党・公明党推薦）で立候補。無所属新人（共産党県役員）を破り4選。
2018年6月 、全国市長会副会長に就任（1期1年）退任後は相談役。
2019年10月 、宮城県市長会会長に就任（現職）。
2022年4月 、大崎市長選に無所属（自民党・公明党推薦）で立候補。無投票で5選。
青年団活動
- 1972年-古川市青年連絡協議会会長
- 1974年-宮城県青年団連絡協議会常任理事
- 1975年-宮城県青年団連絡協議会副会長
- 1976年-宮城県青年団連絡協議会会長
- 1978年-宮城県青年団連絡協議会顧問（現）
- 1978年-日本青年団協議会常任理事
- 1979年-日本青年団協議会副会長
- 1981年-宮城県青年会議会長
- 1989年-財団法人宮城県青年会館理事（現）

### その他
- 1992年-宮城県バイアスロン連盟会長（現）

### 表彰・顕彰
- 宮城県教育功績者表彰（史上最年少）
- 東北相撲連盟会長表彰
- 宮城県知事感謝状
- 宮城県治功労表彰
- 在日本大韓民国民団全国本部顕彰

## 人物・市政

### 社会保険庁との戦い
全国の自治体で相次いだ年金保険料の横領を巡り、当時厚生労働大臣だった舛添要一（当時自民党）は、時効が成立していない全国9自治体に対し、刑事告発するよう求めた。合併前の旧田尻町町民生活課の元男性主事（当時30代）も、2000年11月から2001年3月の保険料約28万円を横領していたため、舛添は合併後の大崎市にも刑事告発するよう求めた。
しかし大崎市は、(1)旧田尻町が事件発覚当時、社会保険庁にも対応を相談したうえで、告発はせずに懲戒免職処分とした(2)元職員は横領を認め、全額弁償している(3)元職員は既に社会的制裁を受け、現在は更生している、等を理由に告発を見送り、社保庁に伝えた。
これに対し社保庁は、大崎市に代わり、宮城社会保険事務局長名で元職員を古川警察署に告発した。
告発前日に舛添のもとを訪ね、告発しないことへの理解を求めていた伊藤は、「正直残念という思いだ」「地方がきちんとした手続きを踏んだにもかかわらず、大臣が強権発動したことに失望した」等と発言した。
村井知事や、同様に刑事告発しない方針の他の自治体の首長らも「社保庁職員は刑事告発でしゃかりきになっているが、大事なのは消えた年金問題を解決することではないのか」と大崎市の対応に理解を示した。
しかし、社保庁が自治体に代わり告発したのは全国初だったため、伊藤が記者会見で社保庁や舛添を批判する様子がテレビニュースなどで全国放映され、これを見て「大崎市長は犯罪者をかばった」ととらえた人たちからの抗議の電話やEメールなどが市役所に殺到した。
その一方、国を相手にしても一歩も怯まず、真っ向から意見する伊藤の態度を賞賛する声もあった（ただし、批判のほうが多かった）。
仙台地検は、元職員を起訴猶予とし、このバトルは大崎市側の全面勝利となった。伊藤は「（起訴猶予は）適切な判断と思う」「旧田尻町が社保庁にも相談して処分を決めたのに、蒸し返した社保庁の行動は非常に残念」等と改めて社保庁を批判した。
その後、伊藤が陳情等で国会を訪ねた際、偶然にも舛添と鉢合わせした。現場に居合わせた人などの間で「この2人はよほど縁があるようだ」と笑い話になったという。

### 岩手・宮城内陸地震の名称変更要請
2008年6月14日の岩手・宮城内陸地震の名称を巡り、伊藤は気象庁に対し、「地震の名称が両県広範囲で被害が出た印象を与え、鳴子温泉郷等で観光客の大量キャンセルなど風評被害を生んでいる」として、地震名を局地的な名称に変更するよう要望した。しかし、気象庁は「余震の範囲や被害分布などを考えて付けた適切な名称。変更は考えない」と回答した。

### リコール騒動
伊藤は、2006年市長選で大崎市民病院本院を現在地（古川千手寺町地区）で建て替えると公約し当選した。しかし、拡張に必要な周辺用地の一部が地権者の反対で買収できず、事業費も予定額を大幅に上回る見通しとなり、さらに勤務する医師たちから約2キロ離れた古川穂波地区の市有地へ移転新築するよう求める要望書が提出されたため、政治判断で古川穂波地区への移転を決め、市議会も移転事業費を賛成多数で可決した。村井知事も県議会で移転賛成を表明した。

これに対し、病院に移転されると不便になる病院付近の市民、商売に影響が出て困る商店経営者や駐車場の持ち主、伊藤に批判的な立場の共産党員等が「伊藤は公約違反だ」「穂波地区は地盤が軟弱」などと主張して市民グループを組織し、2009年11～12月にリコールの署名活動をしたが、必要な有権者3分の1（約37100人）が集まらずリコール不成立となった。住民グループは署名が32384人分集まったと発表したが、市選管の精査を受けておらず、マスコミにも署名簿を公表していないため、人数を水増し発表した可能性があると言われた。
2010年の市長選は、病院移転を阻止したい市民グループが伊藤に対抗する候補者擁立を模索したが、途中で内部分裂し、グループ離脱組は前回も立候補した本間俊太郎、グループ残留組は支持協定を結んだ佐藤仁一を擁立した。その結果、病院の移転新築を公約した伊藤が、リコールで集まったとされた署名を上回る34404票を獲得し、病院の現在地建て替えを公約した本間と佐藤を破って再選され、病院移転が信任される結果となった。新病院は2014年6月に古川穂波地区に新築移転、翌7月から診療が開始された。
ちなみに、移転反対派は前述の通り「穂波地区は地盤が軟弱」と主張していたが、2011年の東日本大震災では現病院で液状化や地盤沈下がみられたのに対し、移転予定地で同様の被害はみられなかった。
なお、旧病院で救命救急センターだった建物は、大崎市民病院の健康管理センターや大崎市夜間急患センターとして活用されている。解体された病院跡地や取得済みの周辺用地には、大崎地域広域行政事務組合消防本部、道の駅おおさき、大崎市子育て支援拠点施設などが整備された。

### 新型コロナウイルスへの感染
2020年11月20日、新型コロナウイルス感染症への感染が確認された。経緯およびその後の影響は以下のとおり。
- 11月13日 - 伊藤は仙台市内で開かれた宮城県市長会研修会と懇親会に出席[4]。
- 11月14日 - 伊藤は大崎市内で富谷市長の若生裕俊と会食[5]。
- 11月16日 - ダム整備推進などの要望活動で東京に出張。夜、都内の飲食店で懇親会を開き、白石市長の山田裕一らが同席[6]。
- 11月18日 - 仙台市の会合で同席した塩竈市の団体職員がコロナウイルス陽性と判明[4]。
- 11月18日 - 利府町役場の応接室で、利府町長の熊谷大が仙台市の団体職員男性と面会[7]。
- 11月20日 - 伊藤は東京出張から大崎市に戻り、PCR検査を受ける。陽性と判明。
- 11月24日 - 前日にPCR検査を受けた白石市の山田市長と富谷市の若生市長が陽性と判明[5][6]。
- 11月24日 - 仙台市の団体職員男性が陽性と判明。男性は伊藤との濃厚接触者だった[8]。
- 11月26日 - 前日にPCR検査を受けた熊谷大が陽性と判明[7][8]。

### その他
- 涌谷町の大橋家の次男として誕生。小学2年で旧古川市（現大崎市）の伊藤家（母方の伯母宅）の養子となる。伊藤姓を名乗るのは高校卒業後。
- 相撲は3段の腕前で、高校時代はインターハイに2度出場した。大相撲入りも本気で考えたが、養子に入った伊藤家の跡継ぎであるため断念したという。ちなみに柔道も初段。
- 全国青年大会に相撲、演劇、意見発表の宮城県代表として出場。相撲で参加したことがきっかけで、青年団活動にのめり込んだ。演劇（古川市富永青年会）と意見発表は、それぞれ優秀賞（銀メダル）を受賞。
- 尊敬する政治家は元宮城県知事の山本壮一郎。青年団活動を通じて山本と出会ったことが、政治家を志すきっかけになったと語っている[要出典]。
- 宮城県議会の当選後初の定例会で一般質問を行った際、支持者や友人らが大挙して詰め掛け、傍聴席が史上初めて満席となった[要出典]。
- 中国の国家主席・胡錦濤とは、日中の青年交流事業を通じて知り合い、現在も友人関係にある[要出典]。
- 宮城県議会で後輩議員だった宮城県知事村井嘉浩は盟友の関係。村井が2005年の知事選に立候補した際、県議会議長だった伊藤は全面的に村井を応援。翌2006年の大崎市長選では、今度は村井が伊藤を全面的に応援した。
- 2020年9月、世界平和統一家庭連合（旧統一教会）の関係団体が発行する日刊紙「世界日報」の取材を受けた。取材記事は10月6日付紙面に掲載された[9]。

## 著書
- 『東北発「豊かさ」探求』（2004年1月、笹氣出版）